# Lanesboro (Minnesota)
Lanesboro è una città degli Stati Uniti d'America, situata in Minnesota, nella contea di Fillmore.